# 규형
규형(窺衡)은 땅의 거리를 측정하는 기구이다. 1466년에 조선 세종이 직접 만들었으며, 다음해에 효녕대군, 신숙주, 한명회에게 이 기구를 보였으나 아무도 그 제도를 알지 못했다고 한다. 현재는 전해지지 않아 자세히는 알 수 없다.